# 注射用水
注射用水（ちゅうしゃようすい、英: Water for injection：WFI）とは、有意な汚染のない超高品質な水である。無菌注射水は、注射を行う際に必要な溶液作成に用いられる。このような使用の前に、通常、溶液をおおよそ血液と等張にするために他の物質を添加する必要がある。注射用水は静脈注射、筋肉注射、皮下注射に用いられる。非滅菌のものが製造工程で用いられることもあり、滅菌は製造工程の後半で行われる。
血液とおおよその浸透圧を合わせずに静脈に注射すると、赤血球が破壊され溶血を引き起こす可能性がある。これにより、腎不全が起こる可能性がある。過剰に投与すると循環血液量増加を引き起こす可能性もある。注射用水は通常、蒸留または逆浸透によって製造される。水以外の元素の含有量は、100mlあたり1mg以下でなければならない。静菌剤を含むタイプも入手可能である。
注射用水はWHO必須医薬品モデル・リストに含まれている。米国では注射用水は店頭で入手可能である。

## 別名
注射用水はラテン語では、aqua ad iniectabiliaないしはaqua ad injectionemと呼ばれている。
また、日本では注射用水とは精製水を滅菌し、発熱性物質（エンドトキシン）試験に適合したものであるが、これを蒸留により製造したものを注射用蒸留水とも表示可能である。